# 1304 en santé et médecine
| Années de la santé et de la médecine : 1301 - 1302 - 1303 - 1304 - 1305 - 1306 - 1307    |
| Décennies de la santé et de la médecine : 1270 - 1280 - 1290 - 1300 - 1310 - 1320 - 1330 |

Cet article présente les faits marquants de l'année 1304 en santé et médecine.

## Événements
- 23 mars : Boniface de Challant, évêque de Sion, fonde un hôpital à Brigue, dans le Valais, « pour le soulagement des nombreux voyageurs qui fréquent[ent] le passage du Simplon » ; et les évêques de Grenoble, Belley, Genève et Aoste contribuent à la dotation de l'établissement[1].
- 25 mars : fondation de l'hôtel-Dieu de Château-Thierry, par testament de Jeanne Ire, reine de Navarre, comtesse de Champagne, reine de France par son mariage avec Philippe le Bel[2],[3].
- Fondation par les frères Sconditi de l'hôpital de l'Annonciade à Naples, en Campanie, voué à l'accueil des enfants trouvés[4].
- Une maison-Dieu, « qualifiée prieuré ou aumônerie » et dont la fondation est peut-être antérieure à 1250, est attestée à Aixe, en Limousin, au bas du faubourg d'Outre-Vienne[5].
- Première mention de l'hôpital Saint-Martin-du-Pont à Rouen, en Normandie[6].

## Personnalités
- Fl. Richard Leclerc, médecin au Tertre-Saint-Laurent à Angers[7].
- 1304-1308 : le médecin et traducteur Armengaud Blaise, de l'école de Montpellier, réside à Barcelone en tant que médecin de Jacques II, roi d'Aragon[8].
- Vers 1304-1310 : fl. Pierre d'Encre, médecin de Mahaut, comtesse d'Artois[7].

## Publication
- Maynus et Johannes de Planis collaborent à la traduction de l'hébreu en latin des Canones qui debent considerari in dandis medicinis laxativis (« Règles d'emploi des médicaments laxatifs ») d'Averroès[7].

## Naissance
- Hua Shou (mort en 1381), médecin chinois[9], auteur du Shi Si Jing Fa Hui (vers 1341) et du Nanjing Benyi (1361).

## Décès
- Jacob ben Makhir (né en 1236), astronome, médecin et traducteur juif provençal.
- Après 1304 : Todros Aboulafia (né vers 1234), médecin et financier juif castillan, conseiller à la cour de Sanche IV et de Marie de Molina, neveu du philosophe Meïr Aboulafia[10].